# Mohr & Weidner
Die Architektengemeinschaft Mohr & Weidner war eine im Jahr 1906 in der damaligen Stadt Charlottenburg bei Berlin gegründete Büro-Arbeitsgemeinschaft der Architekten Carl Mohr und Paul Weidner. Sie hatte sich deutschlandweit auf den Bau von Krankenhäusern und anderen kommunalen Einrichtungen spezialisiert und wurde in den 1950er Jahren aufgelöst, nachdem Weidner gestorben war. Auf das Wirken von Mohr und Weidner gehen nachweislich mindestens 30 deutsche Krankenhäuser, Sanatorien, Lazarette und ähnliches zurück.

## Carl Mohr

### Leben
Carl Mohr (* 2. Januar 1878 in Neubrandenburg; † 1. Dezember 1958 in Berlin-Charlottenburg) war der Sohn des Schuhmachers Christian Wilhelm Otto Mohr (1838–1927) und dessen Frau Marie Friederike Wilhelmine Mohr geb. Schröder (1844–1925). In seinem Heimatort besuchte er das Gymnasium und schloss es Ostern 1895 mit dem Reifezeugnis für Obersekunda ab. Anschließend (1895–1896) absolvierte Carl Mohr eine Lehre als Maurer und wurde Geselle. Parallel zur praktischen Ausbildung studierte er an der Königlich Preußischen Baugewerkschule Höxter, von der er 1898 mit dem Prädikat vorzüglich abging. Es folgten einige Praxis-Jahre in mehreren bekannten Architekturbüros und in verschiedenen Städten, darunter Mündelein & Sirrenberg in Paderborn (1898/1899), H.& Th. Hermann in Neuwied (1899/1900), Knoch &  Kallmeyer in Halle (Saale) (1900–1903), Johannes Kraaz in Berlin (1903–1905). In den Jahren von 1900 bis 1905 vervollkommnete Carl Mohr sein Grundlagenwissen als Gasthörer an der Technischen Hochschule (Berlin-)Charlottenburg.
Ab 1903 machte sich Carl Mohr in Charlottenburg als Architekt selbstständig, schloss sich jedoch bereits 1906 mit Paul Weidner zu einer Architektengemeinschaft zusammen, die ihr Büro im Haus Bismarckstraße 79 hatte und sich bald Spezial-Entwurfsbureau für Bau und Einrichtung von Krankenanstalten, Kliniken, Sanatorien, Heilstätten etc. nannte. Die Zusammenarbeit hielt bis zum Tod von Weidner im Jahr 1954, im Jahr 1939 hatte sich auch der Sohn von Carl Mohr, Karlfriedrich Mohr (1910–1976) der Arbeitsgemeinschaft angeschlossen. Carl Mohr wohnte privat im Haus Windscheidstraße 40 in Charlottenburg.
Im Ersten Weltkrieg leistete Carl Mohr Kriegsdienst.
Als in Spandau die Stelle eines stellvertretenden Regierungsbaumeisters im Militärbauamt Berlin III zu besetzen war, wurde er Baubeamter. Schrittweise übernahm er weitere Funktionen: Er wurde Leiter der Bauabteilung der Munitionsfabrik Spandau (1917–1919) und stellvertretender Leiter der Bauabteilung der Deutsche Werke AG (1920/1921).
Carl Mohr war verheiratet. Ob er außer Karlfriedrich Mohr weitere Kinder hatte, ist nicht bekannt. Er wurde 1958 auf dem Waldfriedhof Heerstraße bestattet.

### Bauten und Entwürfe 1898–1906
- 1898: Zeichnung der Turmfassade der Herz-Jesu-Kirche in Paderborn (eventuell durch Mohr als Mitarbeiter von Arnold Güldenpfennig angefertigt, da auf den 2. März 1898 datiert und weitestgehend identisch mit dem von Güldenpfennig ausgeführten Bau)[3]
- 1901: Entwurf eines nicht genauer benannten Monumentalgebäudes[3]
- 1901: Wettbewerbsentwurf für ein Hospital mit einem Doppelwohnhaus für den Pfarrer sowie ein Einfamilienhaus für den Oberbürgermeister in Köthen (prämiert mit dem 3. Preis)[4]
- 1901–1903: Städtisches Krankenhaus in Oranienburg

### Nebenämter, Mitgliedschaften, Auszeichnungen
- 1900–1945: Mitglied im Architekten-Verein zu Berlin, dem späteren Architekten- und Ingenieur-Verein zu Berlin
- ab 1914: Mitglied in der Vereinigung Berliner Architekten (VBA), die mit dem Bund Deutscher Architekten (BDA) fusionierte
- Mitglied der BDA-Stiftung Charlottenburg
- Vorsitzender des Aufsichtsrats der Genossenschaft „Eigenheim und Garten“
- Mitglied im Verein Berliner Künstler (VBK), später im Berufsverband Bildender Künstler (BBK)
- Mitglied im Akademischen Architektenverein (AAV)
- Mitglied des Instituts für Krankenhausbau an der Technischen Hochschule Berlin
- Kuratoriums- und Prüfungsausschuss-Mitglied der Vereinigten Ingenieurschulen Berlin
- 1950: öffentlich bestellter Sachverständiger für Bau und Einrichtung von Krankenhäusern für den Bereich von Groß-Berlin
- 1958: Korrespondierendes Mitglied des Instituts für Krankenhausbau der Technischen Hochschule Berlin (Ernennung anlässlich seines 80. Geburtstags)
- 1958: Schinkel-Plakette (Verleihung anlässlich seines 80. Geburtstags)

## Paul Weidner

### Leben
Paul Weidner (* 28. Januar 1874 in Berlin; † 20. Juni 1954 in Berlin-Charlottenburg) war der Sohn des Hutfabrikanten Rudolf Weidner und dessen Frau Marie Weidner geb. Hase, die im Haus Dresdener Straße 100 in Berlin-Kreuzberg wohnten. Er besuchte eine Oberrealschule und studierte von 1900 bis 1904 Architektur an der Technischen Hochschule (Berlin-)Charlottenburg.
Nach dem Studienabschluss arbeitete Paul Weidner als Architekt und wohnte im Haus Englische Straße 29 in Charlottenburg.
Im Jahr 1906 fand er in Carl Mohr einen interessierten Partner, sie gründeten das Büro Mohr & Weidner mit Sitz in Charlottenburg, zunächst im Haus Bismarckstraße 54. Später zogen sie in das Haus Nummer 79.
Im November 1901 heiratete Paul Weidner die aus Gera stammende Gertrud Grimm.

## Gemeinsame Arbeiten

### Nicht ausgeführte Entwürfe

#### 1906–1918
- 1908: Wettbewerbsentwurf Hygienisches Gemeindehaus für einen Ort mit Arzt[8]
- 1908: Wettbewerbsentwurf Hygienisches Gemeindehaus für einen Ort ohne Arzt
- um 1910: Vorentwurf für ein Freilicht- und Freiluft-Krankenhaus (System Dr. Dosquet, Licht und Luft)
- 1914: Erweiterungsbau des Auguste-Viktoria-Krankenhauses in Berlin-Lichtenberg
- 1914: Krankenhaus der Borromäerinnen in (Berlin-)Neukölln
- 1914/1915: Johanniter-Krankenhaus des Friedrich-Wilhelm-Stifts in Bonn (ausgestellt auf der Großen Berliner Kunstausstellung 1914)
- 1914: Kreiskrankenhaus in Stuhm, Westpreußen

#### 1922–1945
- 1923: Wettbewerbsentwurf für ein Sanatorium in Prag-Smichov (prämiert mit dem 2. Preis)
- 1925: Wettbewerbsentwurf eines Verwaltungsgebäudes für die Ritterschaftliche Brand-Versicherungs-Gesellschaft in Rostock (prämiert mit dem 3. Preis)
- um 1925: Musterentwurf für eine Siedlung nach dem System Dr. Dosquet
- 1927: Wettbewerbsentwurf für das Städtische Krankenhaus in Hof an der Saale (Ankauf)
- 1929: Wettbewerbsentwurf für ein Krankenhaus in Verbindung mit dem Schloss Delitzsch (prämiert mit dem 2. Preis)
- 1929: Wettbewerbsentwurf für ein Versicherungsgebäude in Rostock (prämiert mit dem 2. Preis)
- 1937: Erweiterungsbau für das Krankenhaus in Bad Hersfeld, Friedloser Straße[9]

#### 1945–1957
- 1946: Wiederaufbau der kriegszerstörten Stadt Neubrandenburg
- 1948: Bauten rund um den Zoologischen Garten in Berlin
- 1948: Verwaltungsgebäude in Hameln
- 1949: mehrere Krankenhäuser im Rheinland und in Westfalen
- 1953: Wiederaufbau des Eckhauses Berliner Straße / Lohschmidtstraße in Berlin-Charlottenburg
- 1954: Wohn- und Geschäftshäuser an der Dresdener Straße und der Soldiner Straße in Berlin
- 1954: Krankenhaus Maria Trost in Berlin-Lankwitz
- 1957: Kurheim für Norderney
- 1957: Studentenwohnheim in Höxter

### Ausgeführte Bauten (Auswahl)
Alle nachfolgend genannten Bauten wurden von Mohr & Weidner gemeinsam geplant und meist unter ihrer Leitung ausgeführt.

#### 1903–1918
- 1903–1912: Erweiterungsbauten für die Volksheilstätte in Loslau, Oberschlesien (Speisesäle, Badeabteilung, Kochküche, Wäscherei, Arztwohnhaus, Dachumbau)
- 1905: Wohn- und Geschäftshaus in Köthen
- 1906/1907: Kreiskrankenhaus in Johannisburg, Ostpreußen
- 1906/1907: Kronprinzessin-Cecilie-Kreiskrankenhaus in Nauen[10]
- 1907: Neubau des Isoliergebäudes für das Fürstlich Hohenlohe’sche Krankenhaus in Slawentzitz, Oberschlesien

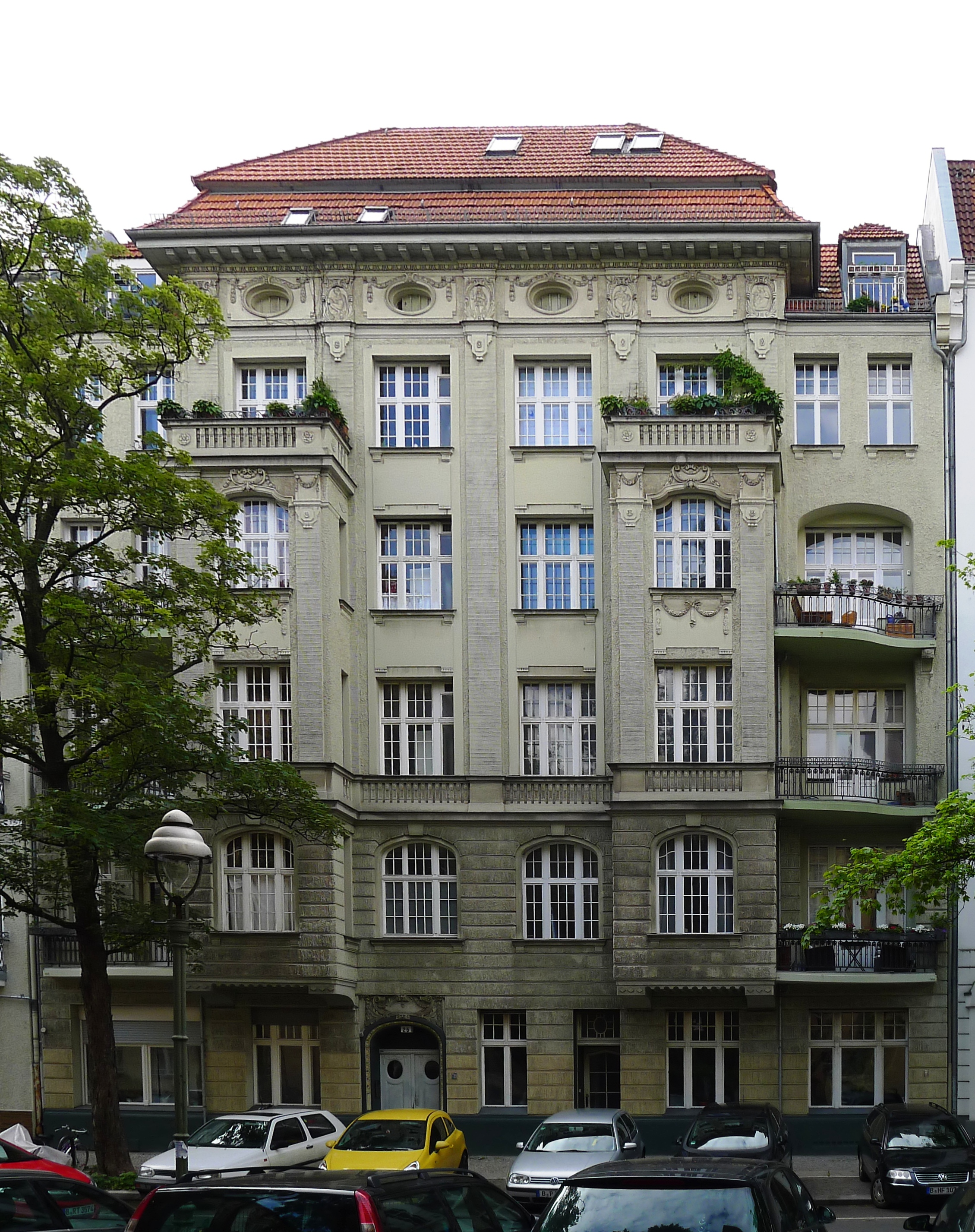
Mietshaus am Horstweg in Charlottenburg

- 1907/1908: Mehrfamilienwohnhaus mit Ladenlokal, Horstweg 25 in (Berlin-)Charlottenburg (unter Denkmalschutz)[11]
- 1907/1908: Herrschaftliches Wohnhaus an der Tiergartenstraße in Neustrelitz (unter Denkmalschutz)
- 1908: Wohnhaus an der Bismarckstraße in (Berlin-)Charlottenburg
- um 1908: Wohnhaus mit Fleischerei in (Berlin-)Charlottenburg, Dankelmannstraße
- um 1908: Mehrfamilienwohnhäuser Wielandstraße 26, 26a, 27 und 28 in (Berlin-)Charlottenburg
- 1908/1909: Schwestern-Erholungsheim Bethanienruh in Heringsdorf
- 1908–1910: Pathologie für das Humboldt-Krankenhaus der Gemeinde Reinickendorf in Berlin-Reinickendorf, Romanshorner Weg 165 (Nach einer umfassenden Sanierung im Jahr 2008 wurde den privaten Eigentümern der Bauherrenpreis 2008 für die denkmalgerechte und aufwändige Restaurierung verliehen.)[12]

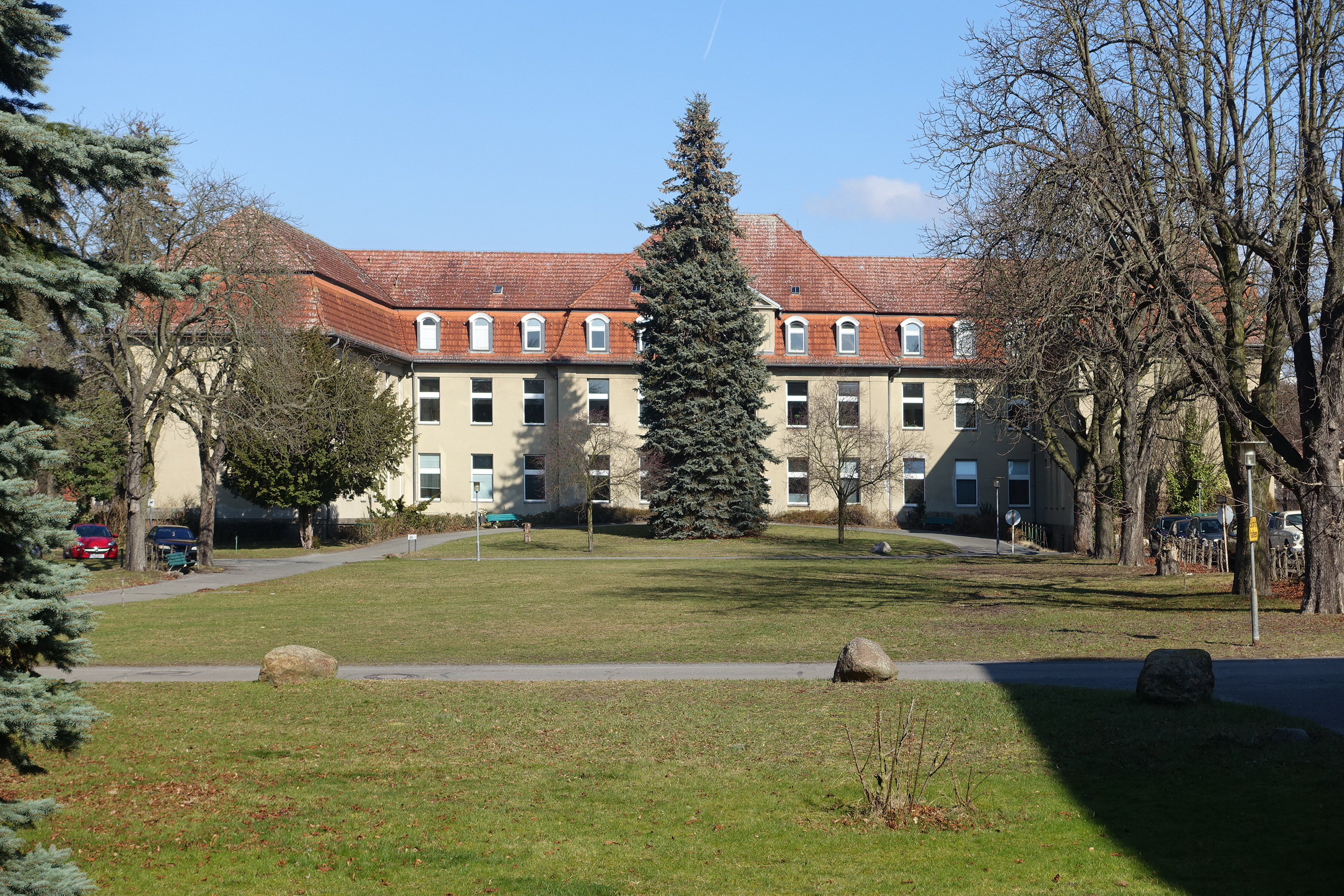
Hauptgebäude der Krankenhausanlage in Reinickendorf

- 1908–1910: Verbands-Krankenhaus der Gemeinden Reinickendorf, Tegel, Wittenau und Rosenthal in (Berlin-)Reinickendorf (einschließlich der künstlerischen Bearbeitung der Inneneinrichtung)[13][14]
- 1909: Wohn- und Geschäftshaus in Neustrelitz, Strelitzer Straße 6
- 1909/1910: Fassade für ein Wohnhaus des Architekten und Bauunternehmers Albert Schrobsdorff in Berlin
- 1909/1910: Kaiserin-Auguste-Viktoria-Krankenhaus in Rhinow
- 1909–1911: Königin-Elisabeth-Hospital in (Berlin-)Lichtenberg (einschließlich des Umbaus vorhandener Gebäude)
- 1910: Umbauten und Erweiterungen des Fürstlich Hohenlohe’schen Krankenhauses (in Slawentzitz, Oberschlesien?)
- 1910: Umbau und Erweiterung des Johanniter-Krankenhauses in Sonnenburg, Neumark
- 1909/1910: Kreiskrankenhaus in Kyritz, Perleberger Straße (1926–1928 durch andere Architekten erweitert)[15][16]
- 1910/1911: Mehrfamilienwohnhäuser Tiergartenstraße 6/6a in Neustrelitz (unter Denkmalschutz)
- 1911/1912: Erbbegräbnis der Familie Caspary auf dem Südwestkirchhof Stahnsdorf
- 1911/1912: Irrenanstalt in Brandenburg an der Havel
- 1911/1912: Irrenanstalt in Eberswalde
- 1911/1912: Irrenanstalt in Lübben (Spreewald)
- 1911/1912: Sanatorium Sonnenfels (Lungenheilstätte) mit Wohnhaus für den Besitzer Rudolf Wasmund in Sülzhayn, am Kaulberg (etliche Jahrzehnte in ursprünglicher Nutzung, seit kurz nach 1990 leerstehend und verfallen; 2007 fand sich ein Investor, der eine denkmalgerechte Fassadensanierung versprach und eine Umnutzung zusammen mit neuen Bungalows in Wohnungen plante.)[17]
- 1911–1914: Oskar-Ziethen-Krankenhaus in (Berlin-)Lichtenberg
- 1912 (um): Wohn- und Geschäftshaus in Neubrandenburg
- 1912/1913: Kreiskrankenhaus mit Absonderungs- und Leichenhaus in Neutomischl, Westpreußen (später zweimalige Erweiterung nach Plänen polnischer Architekten, 2005 restauriert)
- 1912–1914: Städtisches Krankenhaus in Clausthal (heute Robert-Koch-Krankenhaus)
- vor 1913: Krankenhaus in Falkenberg, Oberschlesien
- vor 1913: Erweiterung des Johanniter-Krankenhauses in Jüterbog
- vor 1913: Erweiterung des Krankenhauses in Lauenburg, Pommern
- 1913: Erweiterungsbau für das Krankenhaus in Keetmanshoop (Namibia, damals Deutsch-Südwestafrika)
- 1913/1914: Kaiser-Wilhelm-Krankenhaus für den Kreis Ragnit in Kraupischken, Ostpreußen (einschließlich Brunnen- und Enteisenungsanlage; nach dem Ersten Weltkrieg geschlossen und für Wohnzwecke umgebaut)
- 1913/1914: Städtisches Krankenhaus in Storkow (Mark)
- um 1913/1914: Erweiterungsbau des Kreislazaretts in Rosenberg, Westpreußen
- um 1913/1914: Erweiterungsbauten der Kaserne und des Garnisonlazaretts sowie Neubau von Offizierswohnhäusern in Schwetz an der Weichsel
- 1913/1914: Kaserne in Striegau, Niederschlesien
- 1913/1914: Kaserne in Hirschberg, Niederschlesien
- 1914/1915: Städtisches Krankenhaus in Dahme/Mark
- 1915/1916: Königlich Preußische Munitionsfabrik in Kassel-Bettenhausen (heute Industriepark Kassel)
- bis 1918: Königlich Preußische Munitionsfabrik in (Berlin-)Spandau

#### 1922–1945
- 1922/1923: Herrenhaus in Kotlow, Ostpommern
- 1922/1923: Herrenhaus in Labuhn, Pommern
- 1922/1923: Herrenhaus in Obliwitz, Pommern
- 1922/1923: Herrenhaus in Sassenburg, Pommern
- 1922/1923: Umbau des Herrenhauses in Wolletz
- 1922/1923: Herrenhaus in Zdrewen, Pommern
- 1924: Geschäftshaus der Ortskrankenkasse in Lauenburg, Pommern
- 1924: Umbau eines Bürohauses in Berlin-Kreuzberg, Ritterstraße
- 1924: Villa Kampffmeyer in Potsdam (ausgeführt durch das Baugeschäft Adolf und Friedrich Bolle)
- 1925: Umbau des Johanniter-Krankenhauses in Lauenburg, Pommern
- 1925/1926: Kreis-Säuglingsheim in Jüterbog
- 1925–1930: Erweiterungsbauten (sanitäre Einrichtungen, Liegeterrassen) und ein Schulneubau für das Central-Diakonissenhaus Bethanien in Berlin-Kreuzberg[18]
Außerdem wurde nach Plänen von Mohr und Weidner das Schwesternwohnheim an der Adalbertstraße gebaut.[19]
- 1926: Staatliches Lyzeum in Lauenburg, Pommern
- 1927: Isoliergebäude für das Kreiskrankenhaus in Belgard an der Persante, Pommern
- 1927: Erweiterungsbau zum Kreiskrankenhaus in Ranis
- 1927: Städtische Sparkasse (Erweiterungsbau für das Rathaus) in Lauenburg, Pommern
- 1927–1928: Erweiterungsbau des Kreis- und Stadtkrankenhauses in Herford (große Teile im Zweiten Weltkrieg zerstört; später zum Technischen Rathaus umgenutzt)[20]
- 1927/1928: Tuberkulose-Krankenhaus des Hinterpommerschen Heilstättenvereins in Köslin am Gollenwald
- bis 1928: Städtisches Krankenhaus in Bad Oldesloe
- 1928: Kreiskrankenhaus in Schlochau, Pommern (nach einem mit dem 1. Preis prämierten Wettbewerbsentwurf)
- 1928/1929: Isoliergebäude für das Städtische Krankenhaus in Bad Nauheim
- 1928/1929: Isoliergebäude für das Städtische Krankenhaus in Schwelm
- um 1930: Landratsamt in Stargard
- 1934/1935: Erweiterungsbau des Städtischen Krankenhauses in Schneidemühl, Westpreußen
- 1934/1935: Wehrmachts-Standortlazarett in Gotha
- um 1935: Umbau von Schloss Schorssow
- um 1936: Wehrmachts-Standortlazarett in Nürnberg
- 1936/1937: Wehrmachts-Standortlazarett in Würzburg
- 1938: Mehrfamilienwohnhaus-Bebauung in Berlin-Tempelhof, Burchardstraße / Eresburgstraße
- 1938: Reichsmotorsportschule des Nationalsozialistischen Kraftfahrkorps (NSKK) bei Döberitz
- um 1939: Wehrmachts-Standortlazarett in Dresden
- um 1940: Städtisches Krankenhaus in Stralsund
- um 1940: Reichsmodellflugschule des Nationalsozialistischen Fliegerkorps (NSFK) in Bunzlau, Schlesien
- 1944/1945: Werkslager und Siedlung für die Deutsche Sprengchemie GmbH in Dreetz bei Brandenburg

#### 1945–1957
- 1948/1949: Wiederaufbau der Wesermühlen des Kampffmeyer-Konzerns in Hameln
- 1952: Erweiterungsbau eines Bettenhauses für das Stadtkrankenhaus in Minden
- 1953: Erweiterungsbau der Universitätsfrauenklinik in Berlin-Charlottenburg, Pulsstraße (Ausführungsplanung und künstlerische Leitung)
- um 1953: Evangelisches Krankenhaus in Traben-Trarbach
- um 1953: Anbau bzw. Umbau einer Weinstube im Hotel Bremer Schüssel in Hameln
- 1954: Umbau des Hauses Augsburger Straße 44 in Berlin-Charlottenburg
- 1955: Umbau des Hauses Hohenzollerndamm 7 in Berlin-Wilmersdorf
- 1955: Erweiterungsbau für das DRK-Krankenhaus in Berlin-Westend
- 1955: Schwesternhaus in Berlin-Wedding, Drontheimer Straße
- 1957: Neubau für die Infektions-Abteilung des DRK-Krankenhauses in Berlin-Westend (Ausführungsplanung und Beratung)

#### Undatiert
- wohl vor 1945: Um- und Erweiterungsbauten für das St. Hedwig-Krankenhaus in Berlin-Mitte
- Marienkrankenhaus in Berlin-Charlottenburg
- Dosquet-Krankenhaus (auch „Krankenhaus Nordend“) in Berlin-Niederschönhausen (2006 abgerissen)[21][22][23][24][25]